# Lucasfilm
Lucasfilm Ltd. LLC — американская киностудия подразделения Walt Disney Studios, медиаконгломерата The Walt Disney Company, располагающаяся в Сан-Франциско, США (до 2005 г. в Сан-Рафел). Была одной из крупнейших независимых кинокомпаний, пока её не купила корпорация Disney в 2012 году.

## Общие сведения
Студия была основана американским кинорежиссёром Джорджем Лукасом в 1971 году. Она была продана компании Disney в 2012. Помимо прочих кинофильмов, Lucasfilm Ltd. выпустила кинопенталогию об «Индиана Джонсе» и киноэпос «Звёздные войны».
В Lucasfilm входят такие студии:
- Lucasfilm Animation (анимационные мультсериалы)
- Lucasfilm Games (компьютерные игры)
- Industrial Light & Magic (визуальные эффекты)
- Skywalker Sound (студия звукозаписи)

## Продукция

### Полнометражные фильмы для большого экрана
| Год                  | Название                                                | Режиссёр(ы)                 | Сценарист(ы)                                                           | Автор(ы) сюжета                                                        | Дистрибьютор                             |
| -------------------- | ------------------------------------------------------- | --------------------------- | ---------------------------------------------------------------------- | ---------------------------------------------------------------------- | ---------------------------------------- |
| 1973                 | Американские граффити                                   | Джордж Лукас                | Джордж Лукас, Глория Кац и Уиллард Хайк                                | Джордж Лукас, Глория Кац и Уиллард Хайк                                | Universal Pictures                       |
| 1977                 | Звёздные войны. Эпизод IV: Новая надежда                | Джордж Лукас                | Джордж Лукас                                                           | Джордж Лукас                                                           | 20th Century Fox                         |
| 1979                 | Новые американские граффити                             | Билл Л. Нортон              | Билл Л. Нортон                                                         | Билл Л. Нортон                                                         | Universal Pictures                       |
| 1980                 | Звёздные войны. Эпизод V: Империя наносит ответный удар | Ирвин Кершнер               | Ли Брэкетт и Лоуренс Кэздан                                            | Джордж Лукас                                                           | 20th Century Fox                         |
| 1981                 | Индиана Джонс: В поисках утраченного ковчега            | Стивен Спилберг             | Лоуренс Кэздан                                                         | Джордж Лукас и Филип Кауфман                                           | Paramount Pictures                       |
| 1983                 | Звёздные войны. Эпизод VI: Возвращение джедая           | Ричард Маркуанд             | Лоуренс Кэздан и Джордж Лукас                                          | Джордж Лукас                                                           | 20th Century Fox                         |
| 1983                 | Дважды много лет назад                                  | Джон Корти и Чарльз Свенсон | Джон Корти, Чарльз Свенсон, Суэлла Кеннеди и Билл Кутурье              | Джон Корти, Суэлла Кеннеди и Билл Кутурье                              | Warner Bros.                             |
| 1984                 | Индиана Джонс и храм судьбы                             | Стивен Спилберг             | Уиллард Хайк и Глория Кац                                              | Джордж Лукас                                                           | Paramount Pictures                       |
| 1985                 | Латино                                                  | Хаскелл Уэкслер             | Хаскелл Уэкслер                                                        | Хаскелл Уэкслер                                                        | Cinecom Pictures                         |
| 1985                 | Мисима: Жизнь в четырёх главах                          | Пол Шредер                  | Пол Шредер, Леонард Шредер и Чейко Шредер                              | Пол Шредер, Леонард Шредер и Чейко Шредер                              | Warner Bros.                             |
| 1986                 | Лабиринт                                                | Джим Хенсон                 | Терри Джонс                                                            | Дэннис Ли и Джим Хенсон                                                | TriStar Pictures                         |
| 1986                 | Говард-утка                                             | Уиллард Хайк                | Уиллард Хайк и Глория Кац                                              | Уиллард Хайк и Глория Кац                                              | Universal Pictures                       |
| 1988                 | Уиллоу                                                  | Рон Ховард                  | Боб Долман                                                             | Джордж Лукас                                                           | Metro-Goldwyn-Mayer                      |
| 1988                 | Такер: Человек и его мечта                              | Фрэнсис Форд Коппола        | Арнольд Шульман и Дэвид Сайдлер                                        | Арнольд Шульман и Дэвид Сайдлер                                        | Paramount Pictures                       |
| 1988                 | Земля до начала времён                                  | Дон Блут                    | Стю Кригер                                                             | Джуди Фредберг и Тони Гейсс                                            | Universal Pictures, Amblin Entertainment |
| 1989                 | Индиана Джонс и последний крестовый поход               | Стивен Спилберг             | Джеффри Боам                                                           | Джордж Лукас и Менно Мейес                                             | Paramount Pictures                       |
| 1994                 | Убийства на радио                                       | Мел Смит                    | Уиллард Хайк, Глория Кац, Джефф Рено и Рон Осборн                      | Джордж Лукас                                                           | Universal Pictures                       |
| 1999                 | Звёздные войны. Эпизод I: Скрытая угроза                | Джордж Лукас                | Джордж Лукас                                                           | Джордж Лукас                                                           | 20th Century Fox                         |
| 2002                 | Звёздные войны. Эпизод II: Атака клонов                 | Джордж Лукас                | Джордж Лукас и Джонатан Хейлз                                          | Джордж Лукас                                                           | 20th Century Fox                         |
| 2005                 | Звёздные войны. Эпизод III: Месть ситхов                | Джордж Лукас                | Джордж Лукас                                                           | Джордж Лукас                                                           | 20th Century Fox                         |
| 2008                 | Индиана Джонс и Королевство хрустального черепа         | Стивен Спилберг             | Дэвид Кепп                                                             | Джордж Лукас и Джефф Натансон                                          | Paramount Pictures                       |
| 2008                 | Звёздные войны: Войны клонов                            | Дэйв Филони                 | Генри Гилрой, Стивен Мелчинг и Скотт Мёрфи                             | Генри Гилрой, Стивен Мелчинг и Скотт Мёрфи                             | Warner Bros.                             |
| 2012                 | Красные хвосты                                          | Энтони Хемингуэй            | Джон Ридли и Аарон Макгрудер                                           | Джон Ридли                                                             | 20th Century Fox                         |
| 2015                 | Странные чары                                           | Гэри Райндстром             | Дэвид Берембаум, Айрен Меши и Гэри Райндстром                          | Джордж Лукас                                                           | Walt Disney Studios Motion Pictures      |
| 2015                 | Звёздные войны: Пробуждение силы                        | Джей Джей Абрамс            | Лоуренс Кэздан, Джей Джей Абрамс и Майкл Арндт                         | Лоуренс Кэздан, Джей Джей Абрамс и Майкл Арндт                         | Walt Disney Studios Motion Pictures      |
| 2016                 | Изгой-один. Звёздные войны: Истории                     | Гарет Эдвардс               | Крис Вайц и Тони Гилрой                                                | Джон Нолл и Гарри Уитта                                                | Walt Disney Studios Motion Pictures      |
| 2017                 | Звёздные войны: Последние джедаи                        | Райан Джонсон               | Райан Джонсон                                                          | Райан Джонсон                                                          | Walt Disney Studios Motion Pictures      |
| 2018                 | Хан Соло. Звёздные войны: Истории                       | Рон Ховард                  | Джонатан Кэздан и Лоуренс Кэздан                                       | Джонатан Кэздан и Лоуренс Кэздан                                       | Walt Disney Studios Motion Pictures      |
| 2019                 | Звёздные войны: Скайуокер. Восход                       | Джей Джей Абрамс            | Крис Террио и Джей Джей Абрамс                                         | Колин Треворроу, Дерек Конноли, Джей Джей Абрамс и Крис Террио         | Walt Disney Studios Motion Pictures      |
| 2023                 | Индиана Джонс и Колесо судьбы                           | Джеймс Мэнголд              | Джереми Баттеруорт, Джон-Генри Баттеруорт, Дэвид Кепп и Джеймс Мэнголд | Джереми Баттеруорт, Джон-Генри Баттеруорт, Дэвид Кепп и Джеймс Мэнголд | Walt Disney Studios Motion Pictures      |
| Плaнируются к выходу |                                                         |                             |                                                                        |                                                                        |                                          |
| 2026                 | Мандалорец и Грогу                                      | Джон Фавро                  | Джон Фавро и Дэйв Филони                                               | Джон Фавро и Дэйв Филони                                               | Walt Disney Studios Motion Pictures      |
| 2027                 | Звёздные войны: Звёздный истребитель                    | Шон Леви                    | Джонатан Троппер                                                       | Джонатан Троппер                                                       | Walt Disney Studios Motion Pictures      |
| TBA                  | Безымянный приквел Звёздных войн                        | Джеймс Мэнголд              | Джеймс Мэнголд и Бо Уиллимон                                           | Джеймс Мэнголд и Бо Уиллимон                                           | Walt Disney Studios Motion Pictures      |
| TBA                  | Безымянный спин-офф Звёздных войн                       | Шармин Обаид-Чиной          | Джордж Нолфи                                                           | Джордж Нолфи                                                           | Walt Disney Studios Motion Pictures      |
| TBA                  | Безымянный спин-офф Звёздных войн                       | Тайка Вайтити               | Тайка Вайтити и Тони Макнамара                                         | Тайка Вайтити и Тони Макнамара                                         | Walt Disney Studios Motion Pictures      |
| TBA                  | Первый безымянный фильм трилогии Звёздных войн          | TBA                         | Саймон Кинберг                                                         | Саймон Кинберг                                                         | Walt Disney Studios Motion Pictures      |
| TBA                  | Второй безымянный фильм трилогии Звёздных войн          | TBA                         | Саймон Кинберг                                                         | Саймон Кинберг                                                         | Walt Disney Studios Motion Pictures      |
| TBA                  | Третий безымянный фильм трилогии Звёздных войн          | TBA                         | Саймон Кинберг                                                         | Саймон Кинберг                                                         | Walt Disney Studios Motion Pictures      |
| TBA                  | Безымянный спин-офф Звёздных войн                       | Дэйв Филони                 | Дэйв Филони                                                            | Дэйв Филони                                                            | Walt Disney Studios Motion Pictures      |
| TBA                  | Звёздные войны: Лэндо                                   | TBA                         | Дональд Гловер и Стивен Гловер                                         | Дональд Гловер и Стивен Гловер                                         | Walt Disney Studios Motion Pictures      |
| TBA                  | Звёздные войны: Эскадрилья «Изгой»                      | Пэтти Дженинс               | Пэтти Дженинс                                                          | Пэтти Дженинс                                                          | Walt Disney Studios Motion Pictures      |

### Мульт- и телесериалы
- Звёздные войны: Дроиды (1985—1986)
- Звёздные войны: Эвоки (1985—1986)
- Странная семейка (1990—1993)
- Хроники молодого Индианы Джонса (1992—1996)
- Звёздные войны: Войны клонов (2003—2005)
- Звёздные войны: Войны клонов (2008—2020)
- Lego Звёздные войны. Хроники Йоды (2013—2014)
- Звёздные войны: Повстанцы (2014—2018)
- Lego Звёздные войны. Истории дроидов (2015)
- Lego Звёздные войны: Приключения изобретателей (2016—2018)
- Звёздные войны: Вспышки (2017)
- Звёздные войны: Силы Судьбы (2017—2018)
- Звёздные войны: Сопротивление (2018—2020)
- Звёздные войны: Галактика приключений (2018—2020)
- Звёздные войны: Посaдочнaя плaтформa (2019—2020)
- Мандалорец (2019—наст. время)
- Книга Бобы Фетта (2021—2022)
- Звёздные войны: Галактика существ (2021—2023)
- Звёздные войны: Бракованная партия (2021—2024)
- Звёздные войны: Видения (2021—наст. время)
- Звёздные войны: Галактические друзья (2022)
- Оби-Ван Кеноби (2022)
- Звёздные войны: Сказания о джедаях (2022)
- Уиллоу (2022—2023)
- Андор (2022—2025)
- Звёздные войны: Приключения юных джедаев (2023—наст. время)
- Асока (2023—наст. время)
- Звёздные войны: Сказания об Империи (2024)
- Аколит (2024)
- Lego Звёздные войны: Восстанови Галактику (2024—наст. время)
- Звёздные войны: Веселье с Набсом (2024—2025)
- Звёздные войны: Опорная команда (2024—2025)
- Грогу — самый милый в Галактике (2024—2025)
- Звёздные войны: Сказания о преступном мире (2025)

- Звёздные войны: Мол — Повелитель теней (2026)
- Звёздные войны: Видения представляют — Девятый джедай (2026)

- Звёздные войны: Окольные пути (Отменён)

### Телефильмы (избрaнное)
- Как создавались «Звёздные войны» (документальный, 1977)
- Звёздные войны: Праздничный спецвыпуск (1978)
- Как создавалась «Империя наносит ответный удар» (документальный, 1980)
- Возвращение эвока (короткометражный псевдодокументальный фильм, 1982)
- Инопланетные существа «Возвращения джедая» (документальный, 1983)
- История «Звёздных войн». Как создавалась сага (документальный, 1983)
- Караван смельчаков. Приключения эвоков (1984)
- Эвоки. Битва за Эндор (1985)
- Зaщитники Динaтрон Сити (1992, непродaнный пилот)
- R2D2: Под куполом (короткометражный псевдодокументальный фильм, 2001)
- Империя мечты: История Оригинальной Трилогии «Звёздных войн» (2004)
- Lego Звёздные войны: Месть детальки (короткометражный мультфильм, 2005)
- Звёздные войны: Раскрытое наследие (документальный, 2007)
- Робоцып: Звёздные войны (короткометражный мультфильм, 2007)
- Робоцып: Звёздные войны Эпизод II (короткометражный мультфильм, 2008)
- Lego Индиана Джонс: В поисках утраченной детальки (короткометражный мультфильм, 2008)
- Lego Звёздные войны: Приключение R2D2 (короткометражный мультфильм,2009)
- Робоцып: Звёздные войны Эпизод III (короткометражный мультфильм, 2010)
- Lego Звёздные войны: Конфетная атака (короткометражный мультфильм, 2010)
- Lego Звёздные войны: Падаванская угроза (короткометражный мультфильм, 2011)
- Lego Звёздные войны: Империя наносит удар (короткометражный мультфильм, 2012)
- Lego Звёздные войны: Сопротивление растёт (короткометражный мультфильм, 2016)
- Дзен: Грогу и чернушки (короткометражный мультфильм, 2022)
- Звёздные войны: История дроидa (мультфильм, TBA)

### Аттракционы
- Капитан Ио (1986)
- Star Tours (1987)
- ExtraTERRORestrial Alien Encounter (1995)
- Star Tours-The Adventures Continue (2011)

### Фильмы снятые до создания компании, впоследствии перешедшие на её баланс
- Кинематографист: Дневники Джорджа Лукаса (короткометражный документальный фильм, 1968)
- THX 1138 (1971)

## Покупка студии компанией Disney
В конце октября 2012 года Роберт Айгер и Джордж Лукас объявили о продаже киностудии компании Walt Disney за 4,05 млрд долларов. Половина оплаты будет производиться акциями Disney. В результате сделки к компании Disney перейдут права на фильмы Lucasfilm и другая собственность студии.